# Дубравка (Братислава)
Дубравка (словац. Dúbravka) — район Братислави, округ Братислава IV, Братиславський край, Словаччина.

## Географія

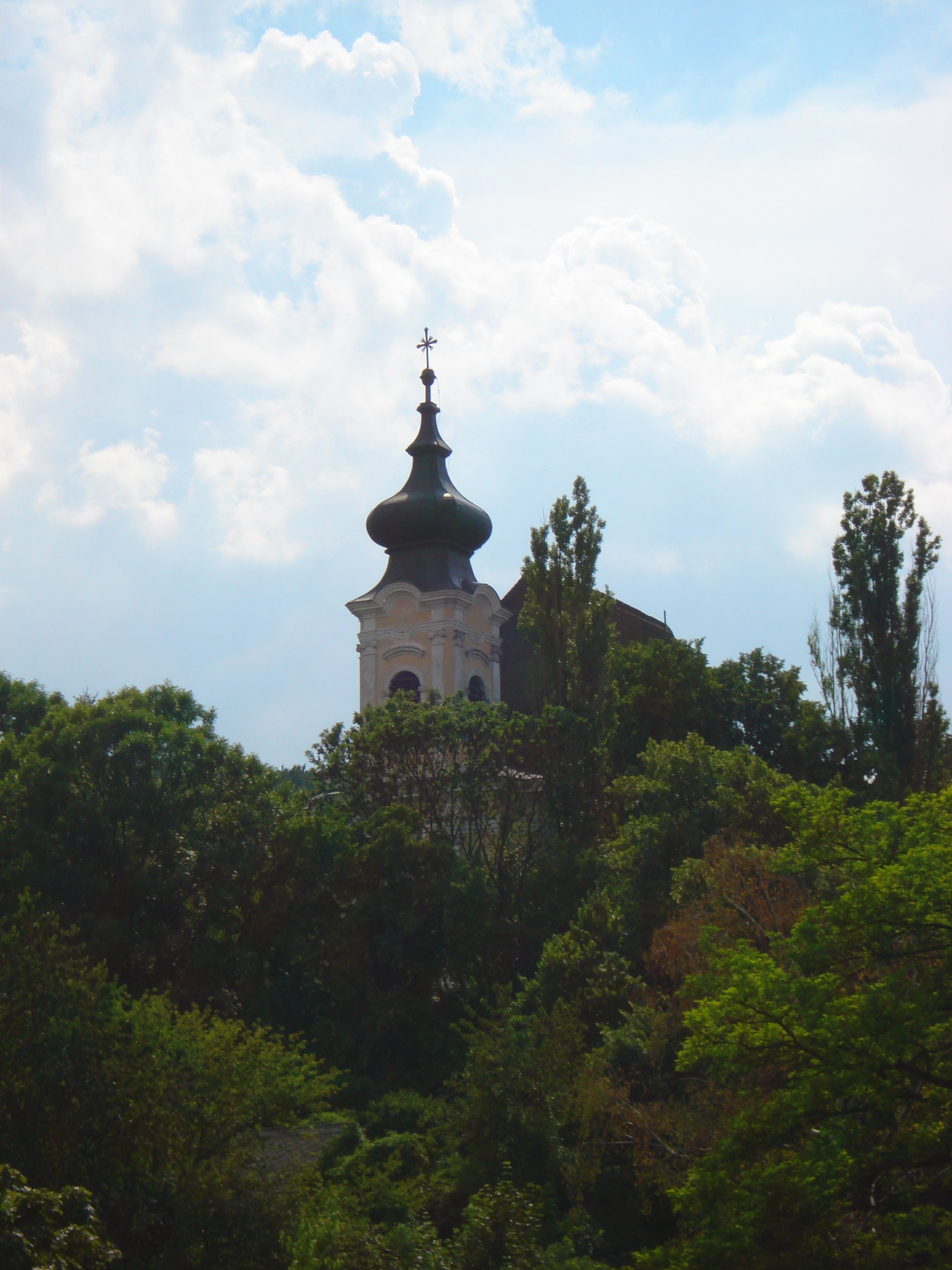
Костел святих Кузьми та Дем'яна

Дубравка розташована на північному заході Братислави, за 5 км. від середмістя, між Малими Карпатами на північному сході та горою Девінська Кобила на південному заході.
Площа Дубравки — 8,649 км². Висота над рівнем моря — 243 м. Клімат — континентальний (Cfb/Dfb).
Дубравка складається з місцевостей: Крчаце, Залуги, Дубравчіце та Подворніце.

## Історія
Дубравка була заснована у XV столітті та належала до замку Девін. 
Перша письмова згадка про Дубравку датується 1576 роком. 
З 1946 року Дубравка є районом Братислави.

## Освіта
У районі Дубравка діє 13 дитячих садків, 12 загальноосвітніх та 9 початкових шкіл. 

## Населення
Станам на 2017 рік у Дубравці мешкало 33 324 осіб.
| 2001     | 2004     | 2005     | 2009     | 2011     | 2013     | 2016     | 2017     |
| -------- | -------- | -------- | -------- | -------- | -------- | -------- | -------- |
| → 35 199 | ↘ 35 000 | ↘ 34 540 | ↘ 33 725 | ↘ 32 607 | ↗ 32 891 | ↗ 33 187 | ↗ 33 324 |

Національний склад станом на 2011 рік:
| Загалом       | словаки | угорці | чехи  | українці | німці | серби/хорвати | цигани | інші  |
| ------------- | ------- | ------ | ----- | -------- | ----- | ------------- | ------ | ----- |
| 100% (32 607) | 92,12%  | 2,51%  | 1,67% | 0,29%    | 0,19% | 0,11%         | 0,07%  | 3,62% |

## Персоналії
Відомі уродженці
- Ґустав Гусак — останній президент  соціалістичної  Чехословаччини.

Відомі мешканці
- Міхал Ковач (нар. 5 серпня 1930 — пом. 5 жовтня 2016) — перший президент Словаччини з 2 березня 1993 до 2 березня 1998 року.
- Петер Дворський — словацький оперний співак (ліричний тенор) та педагог.

## Світлини

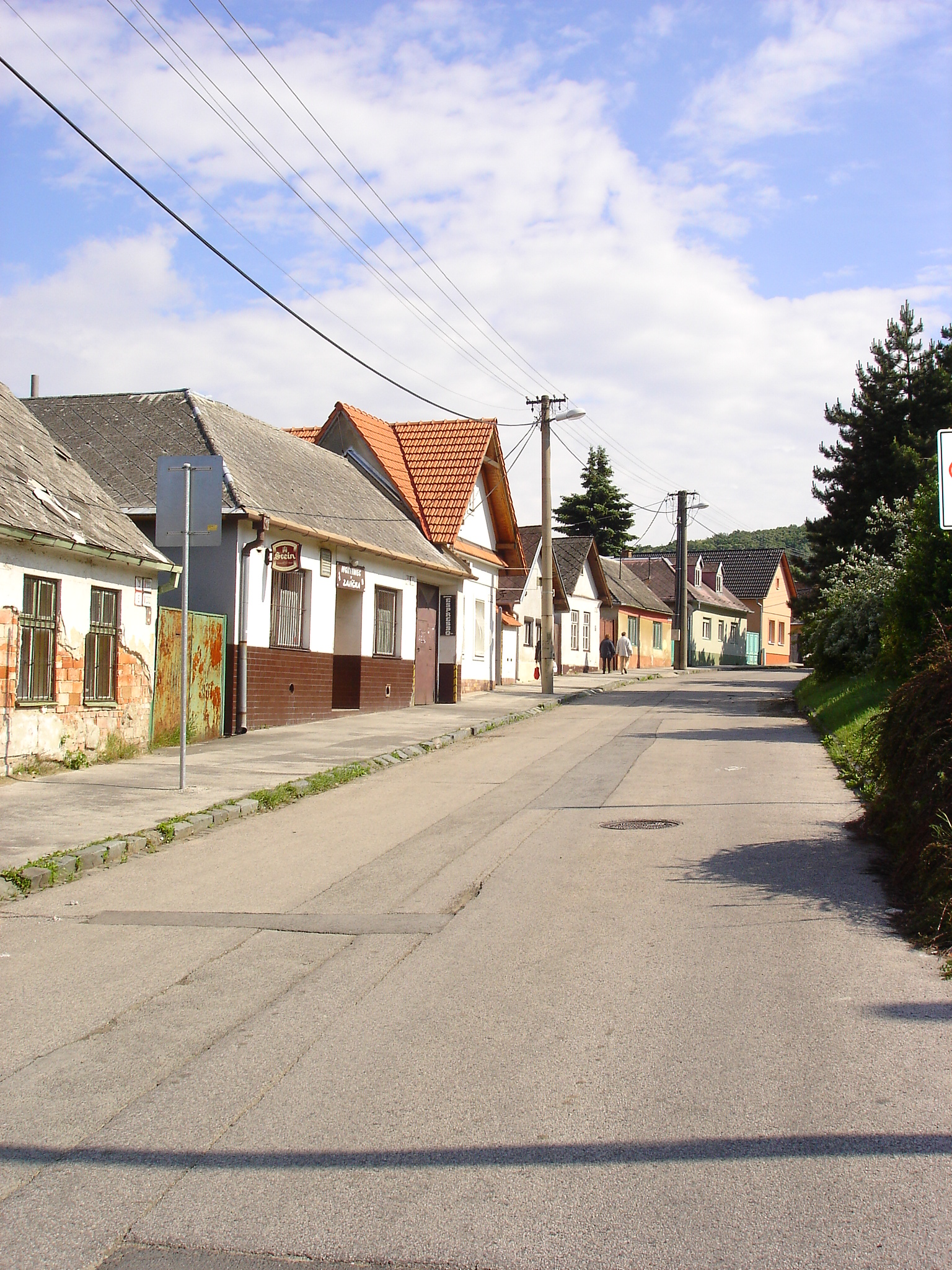
Вулиця старої частини Дубравки
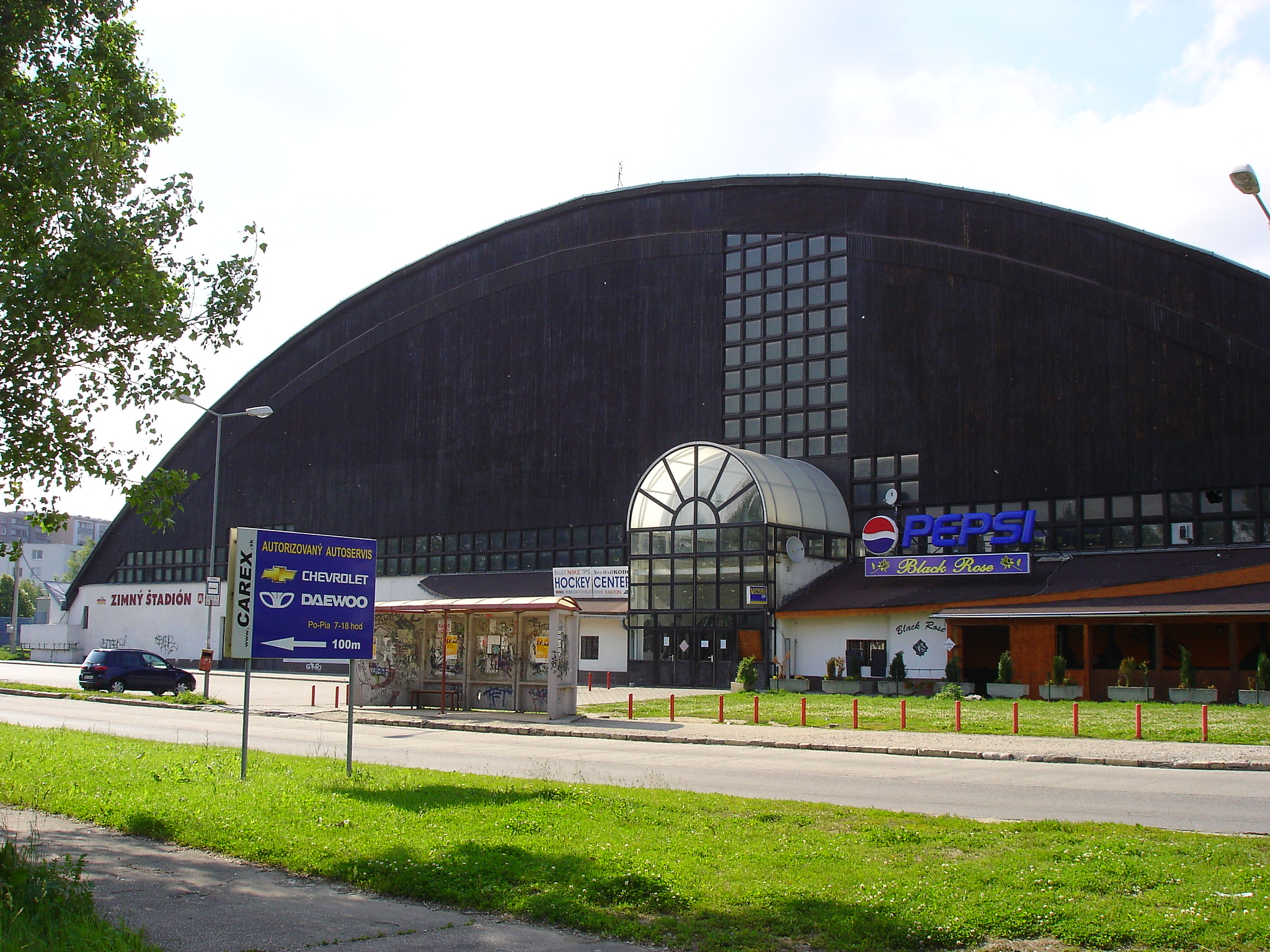
Льодовий палац спорту
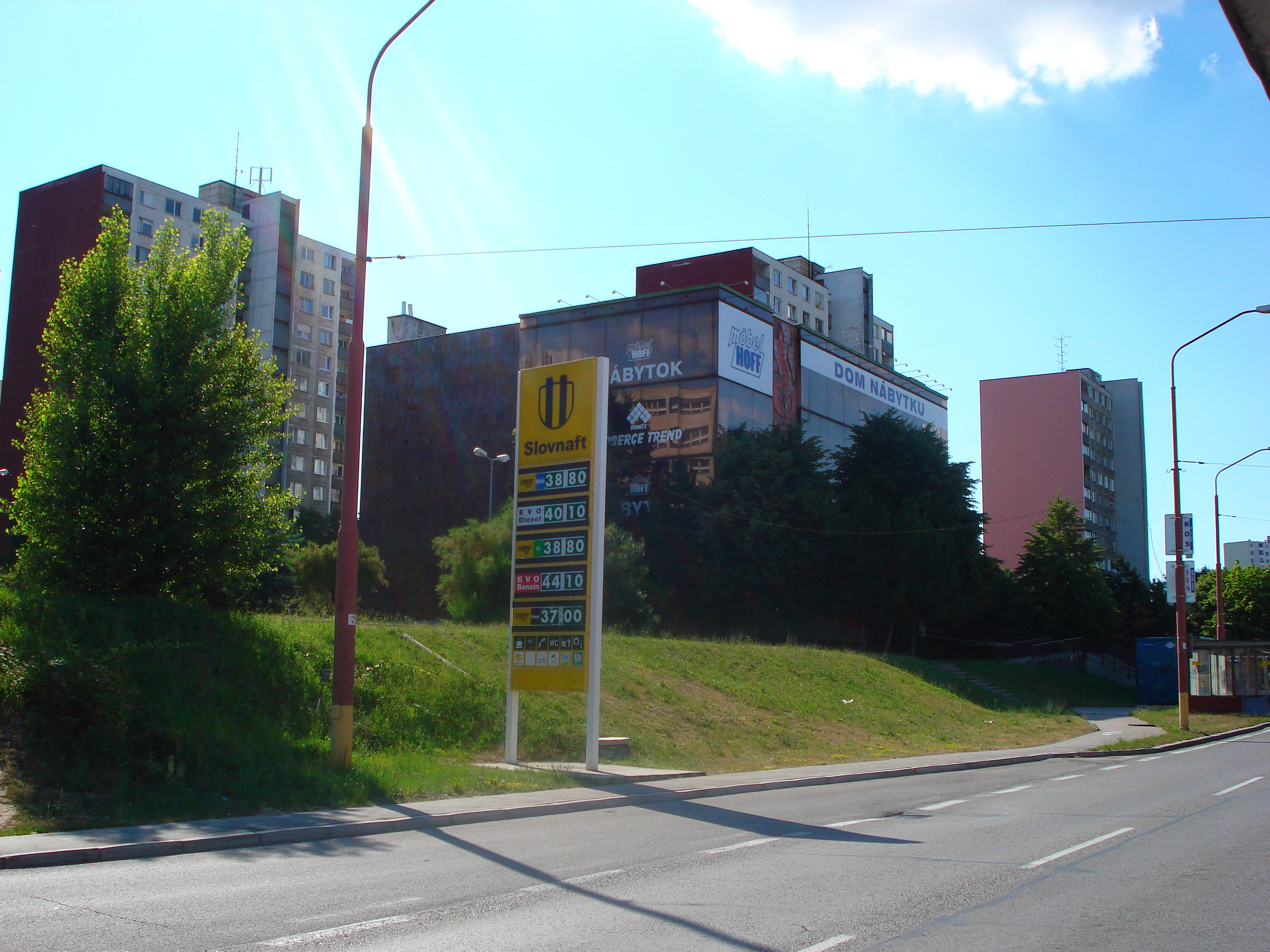
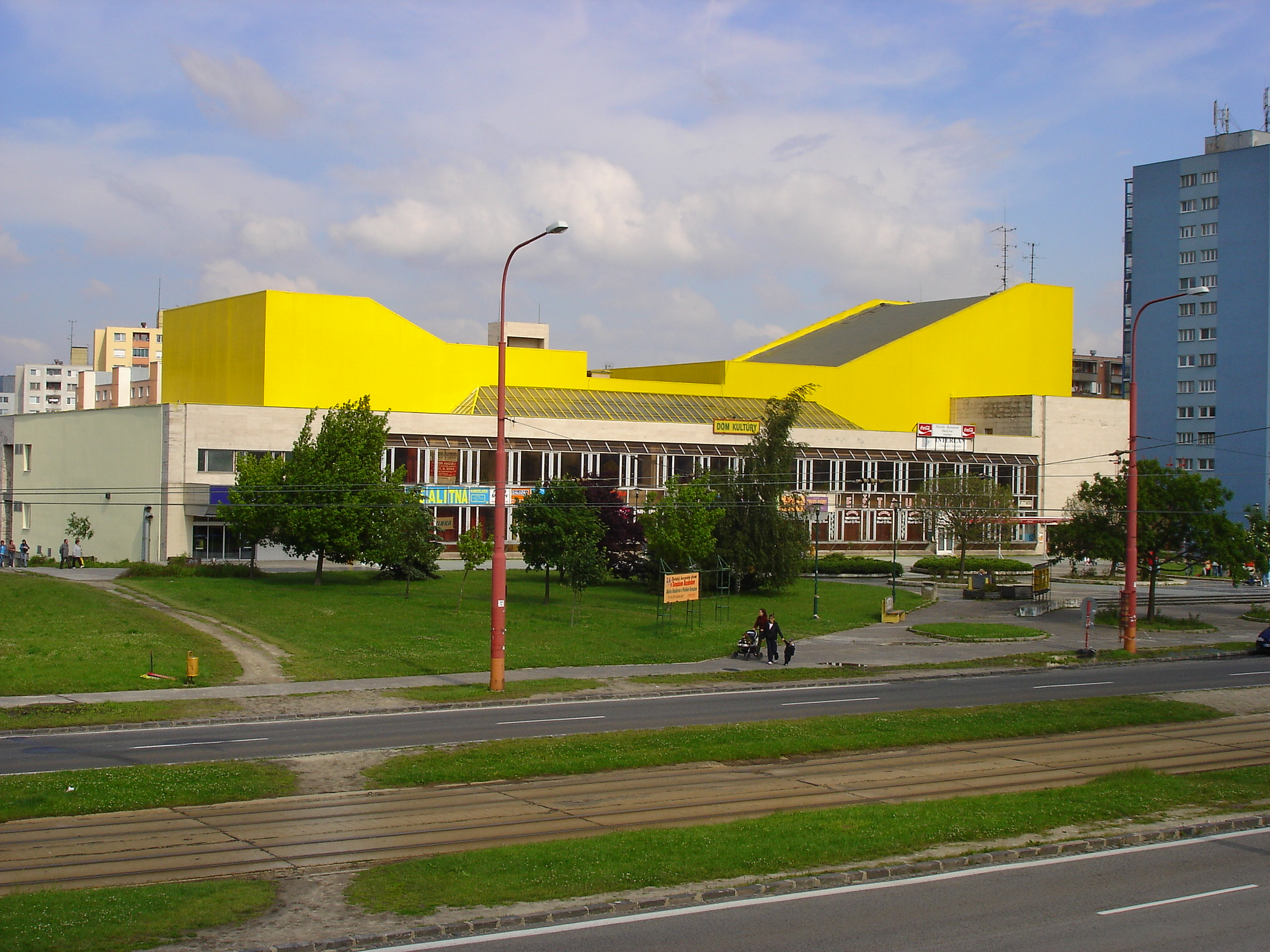
Палац культури
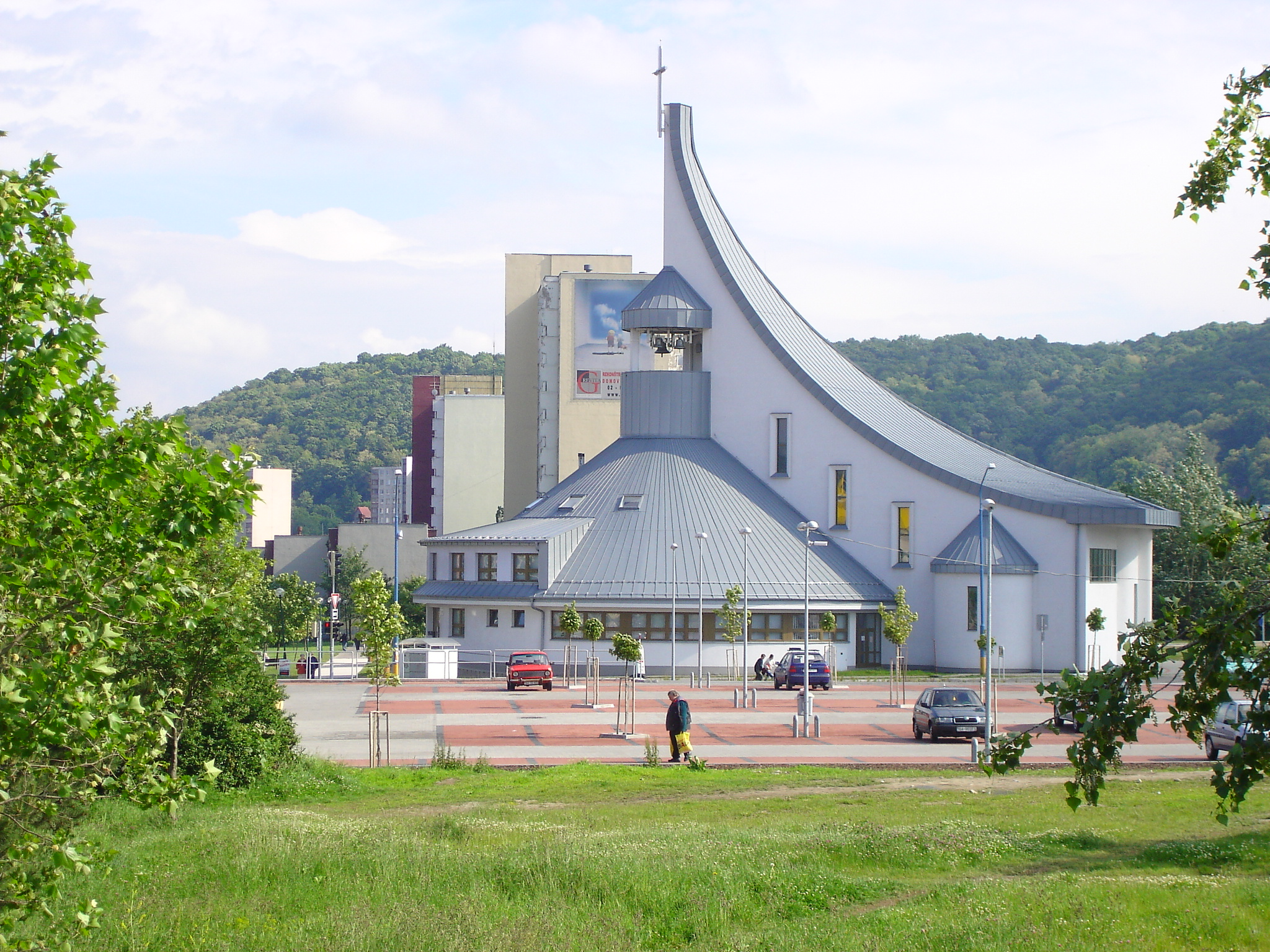
Костел Святого Духа